# Echinopsis hahniana
Echinopsis hahniana là một loài thực vật có hoa trong họ Cactaceae. Loài này được (Backeb.) R.S.Wallace mô tả khoa học đầu tiên năm 1997.